# Akron (Pensilvania)
Akron es un borough ubicado en el condado de Lancaster en el estado estadounidense de Pensilvania. En el año 2000 tenía una población de 4,046 habitantes y una densidad poblacional de 1,235.4 personas por km².

## Geografía
Akron se encuentra ubicado en las coordenadas 40°09′23″N 76°12′14″O / 40.15639, -76.20389.

## Demografía
Según la Oficina del Censo en 2000 los ingresos medios por hogar en la localidad eran de $45,407 y los ingresos medios por familia eran $53,365. Los hombres tenían unos ingresos medios de $37,061 frente a los $24,545 para las mujeres. La renta per cápita para la localidad era de $19,983. Alrededor del 4.6% de la población estaba por debajo del umbral de pobreza.